# Перекрестов, Григорий Никифорович
Григорий Никифорович Перекрестов (4 (17) января 1904, Масляниковка, Елисаветградский уезд — 13 июля 1992 года, Воронеж) — советский военачальник, Герой Советского Союза (8.09.1945). Генерал-лейтенант (8.09.1945).

## Начальная биография
Григорий Никифорович Перекрестов родился 4 (17) января 1904 года в селе Масляниковка Елисаветградского уезда Херсонской губернии, ныне в черте Кропивницкого, в крестьянской семье.
Окончил ремесленное училище, где остался работать.

## Военная служба

### Довоенное время
Призван в Красную Армию в сентябре 1922 года. Зачислен в 5-ю Елисаветградскую кавалерийскую школу (в октябре 1924 года преобразована в Украинскую кавалерийскую школу имени С. М. Будённого), которую окончил в апреле 1925 году. Оставлен в этой школе и продолжал службу в ней на должностях командира взвода, командира эскадрона и курсового командира. В 1928 году вступил в ВКП(б).
С декабря 1930 года служил на должностях помощника начальника штаба 1-го кавалерийского полка 1-й кавалерийской дивизии, с декабря 1931 — помощника начальника 1-й части штаба 1-й кавалерийской дивизии, а с января 1934 года — на должности начальника штаба 3-го кавалерийского полка той же дивизии Украинского военного округа.
С апреля 1935 года командовал 110-м кавалерийским полком 28-й кавалерийской дивизии, а с октября 1938 по октябрь 1940 года — 92-м кавалерийским полком в 14-й кавалерийской дивизии (Киевский военный округ). Затем был направлен на учёбу.
В 1941 году Перекрестов закончил оперативный факультет Военно-воздушной академии РККА имени Н. Е. Жуковского, где в то время готовились кадры для ВДВ.

### Великая Отечественная война
С мая 1941 года командовал 4-й воздушно-десантной бригадой 2-го воздушно-десантного корпуса Харьковского военного округа (г. Конотоп). С началом Великой Отечественной войны Перекрестов в составе Юго-Западного и Южного фронтов принимал участие в Львовско-Черновицкой и Тираспольско-Мелитопольской оборонительных операциях, в том числе в боях в районе городов Канев, Черкассы и Конотоп.
За отход двух батальонов бригады без приказа 29 августа 1941 года командир бригады Перекрестов был арестован и находился под следствием, а в октябре 1941 года был осуждён Военным трибуналом Южного фронта на 10 лет исправительно-трудовых лагерей с отсрочкой исполнения приговора. Позднее, за отличия в боях в июне 1942 года данная судимость была снята.
С ноября 1941 года командовал 60-й кавалерийской дивизией (5-й кавалерийский корпус, 57-я отдельная армия, затем Южный фронт). Дивизия под командованием Перекрестова отличилась в ходе Барвенково-Лозовской операции, особенно при освобождении города Барвенково в январе 1942 года. С февраля по март 1942 года дивизия вела боевые действия в тылу Краматорской группировки противника, а в мае и июне вела тяжёлые оборонительные бои с превосходящими силами противника на Харьковском и Ростовском направлениях (Донбасская оборонительная операция (1942)).
В августе 1942 года полковник Перекрестов был назначен на должность заместителя командующего 9-й армией (Закавказский фронт), а в октябре 1942 года — на должность командира 3-го горнострелкового корпуса 9-й армии. Под командованием Перекрестова корпус участвовал в Нальчикско-Орджоникидзевской оборонительной операции битвы за Кавказ.
В январе 1943 года Перекрестов был назначен на должность командира 16-го стрелкового корпуса (18-я армия). Этот корпус под его командованием принимал участие в Краснодарской наступательной операции и десантной операции у Мысхако под Новороссийском. Особенно отличился в апреле 1943 года при отражении попытки немецкого командования силами двух дивизий при массированной поддержке авиации уничтожить плацдарм и сбросить советские войска в море — за 8 суток боёв наступавшие дивизии понесли большие потери и противник отказался от дальнейшего наступления, линия фронта на участке обороны корпуса была полностью удержана.
Постановлением СНК СССР от 26 марта 1943 года № 336 полковнику Григорию Никифоровичу Перекрестову присвоено воинское звание «генерал-майор».
С июня 1943 по март 1944 года Перекрестов учился в Высшей военной академии имени К. Е. Ворошилова, по окончании которой был направлен на фронт и назначен на должность командира 65-го стрелкового корпуса. Корпус воевал в составе 55-й и 5-й армий на Западном фронте (с мая 1944 — на 3-м Белорусском фронте). Под командованием Перекрестова корпус принимал участие в Белорусской и Восточно-Прусской операциях, а также в освобождении городов Вильнюс, Каунас, Кибартай, Алленбург. За освобождение Каунаса 65-й стрелковый корпус был удостоен почётного наименования «Ковенский». За умелый прорыв корпусом немецкой обороны под Витебском и за освобождение Вильнюса и Каунаса, за последующее форсирование реки Неман генерал-майор Г. Н. Перекрестов в конце августа 1944 года был представлен командующим 5-й армией Н. И. Крыловым к присвоению звания Героя Советского Союза, представление было поддержано командующим фронтом И. Д. Черняховским, но награждён он не был.
С окончанием боевых действий в Восточной Пруссии корпус был выведен в резерв и в составе 5-й армии был передислоцирован на Дальний Восток и передан в состав 1-го Дальневосточного фронта.
В ходе советско-японской войны Григорий Никифорович Перекрестов умело руководил корпусом в ходе Харбино-Гиринской наступательной операции на Муданьцзянском направлении, проявив личное мужество и героизм. Командир корпуса грамотно организовал форсирование корпусом реки Уссури, прорыв Дуннинского укреплённого района и захват городов Гирин, Яньцзи и Харбин, за что корпус был награждён орденом Красного Знамени.
Указом Президиума Верховного Совета СССР от 8 сентября 1945 года «за умелое руководство боевыми операциями и за образцовое выполнение боевых заданий командования на фронте борьбы с японскими империалистами» генерал-майору Григорию Никифоровичу Перекрестову присвоено звание Героя Советского Союза с вручением ордена Ленина и медали «Золотая Звезда».
Постановлением СНК СССР от 8 сентября 1945 года генерал-майору Григорию Никифоровичу Перекрестову присвоено воинское звание «генерал-лейтенант».

### Послевоенная карьера
С окончанием войны генерал-лейтенант Перекрестов продолжил командовать корпусом в составе Приморского военного округа.
В августе 1946 года был назначен на должность заместителя командующего 39-й армией Приморского военного округа, в феврале 1947 года — на должности начальника штаба и 1-го заместителя командующего 39-й армией. С апреля 1950 года — на должности помощника командующего, а в ноябре того же года назначен на должность командующего войсками Приволжского военного округа. В октябре 1953 года был освобождён от этой должности по болезни.
После излечения в мае 1954 года был назначен на должность заместителя начальника по оперативно-тактической подготовке Военной академии тыла и снабжения имени В. М. Молотова, а в ноябре 1955 года — на должность помощника командующего войсками Воронежского военного округа по вузам. В мае 1958 года генерал-лейтенант Г. Н. Перекрестов уволен в запас.
Жил в Воронеже, вёл работу среди офицеров запаса при гарнизонном Доме офицеров. Умер 13 июля 1992 года в Воронеже. Похоронен на Юго-Западном кладбище.

## Награды
- Медаль «Золотая Звезда» Героя Советского Союза (8.09.1945);
- три орденами Ленина (19.4.45, 8.9.45, …);
- два ордена Красного Знамени;
- орден Суворова 2-й степени (3.07.1944);
- орден Кутузова 2-й степени (25.10.1943);
- орден Отечественной войны 1-й степени (11.03.1985);
- медали;
- иностранный орден.

## Память

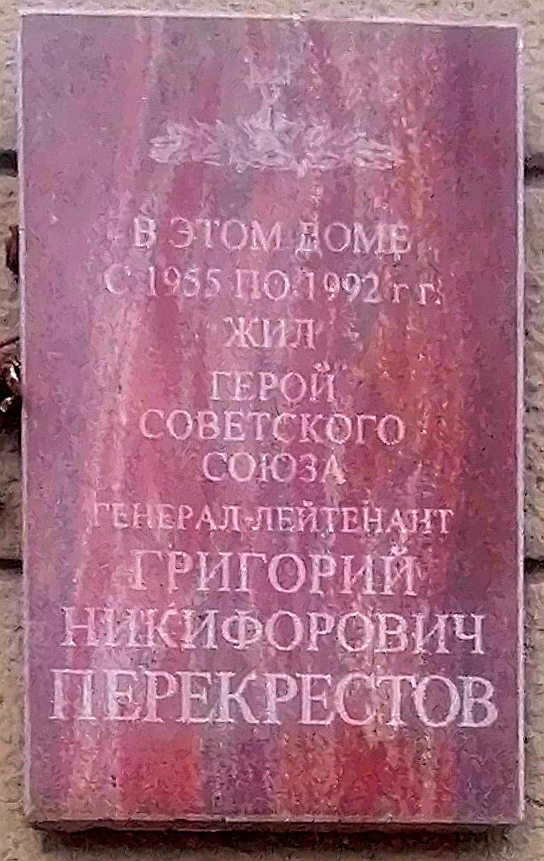

В Воронеже на доме, в котором жил Герой (улица Феоктистова, д. 4), в 2004 году установлена мемориальная доска.